# لاكشمي

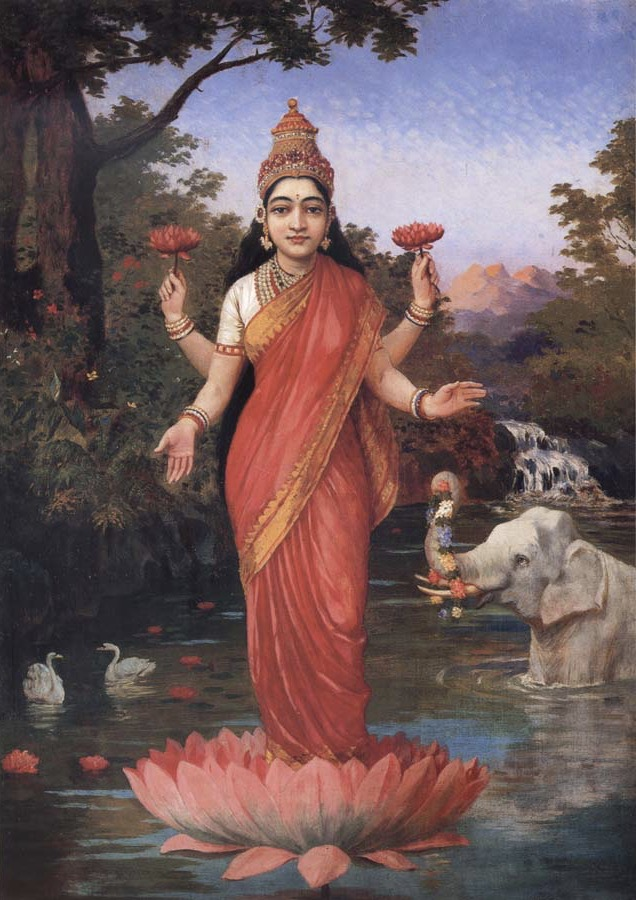
لاكشمي

لاكشمي (بالسنسكريتية: लक्ष्मी، بالأبجدية الدولية السنسكريتية: lakṣhmī) هي الإلهة التي تقود المرء إلى هدفه (lakshya بالسنسكريتية)، ومن هنا اشتُق اسمها لاكشمي. هناك ثمانية أنواع من الأهداف الضرورية للبشرية هي: التنوير الروحي، والغذاء، والمعرفة، والموارد، والذرية، والوفرة، والصبر والنجاح، وبالتالي هناك 8، أو أشتا، أشكال للاكشمي - آدي لاكشمي، ودانيا لاكشمي، وفيديا لاكشمي، ودانا لاكشمي، وسانتانا لاكشمي، وغاجا لاكشمي، ودهرية لاكشمي وفيجايا لاكشمي. ذُكرت أول مرة في ترنيمة شري سوكتا من الريجفدا، يُمثل شري، وهو مصطلح شرفي للاكشمي، العالم المادي لممكلة الأرض باعتباره الإلهة الأم، التي يُشار إليها باسم بريثفي ماتا، وتُعرف بشخصيتيها التوأم باسم بيتشيو ديفي، وشريديفي (لديها شكل بالإضافة إلى هذين يسمى نيلا ديفي). وهي زوجة فيشنو، وإحدى الآلهة الهندوسية الرئيسية والكائن الأسمى في التقاليد الفيشنوية. تُشكل مع بارفاتي وساراسواتي التريديفي، أو الثالوث المقدس. تُعتبر لاكشمي أيضًا إلهة مهمة في الجاينية وتوجد في المعابد الجاينية. كانت لاكشمي إلهة الوفرة والثروة للبوذيين، ومُثّلت في أقدم الستوبات ومعابد الكهوف البوذية الباقية. تعكس إلهة لاكشمي فاسودارا لدى الطوائف البوذية في التبت ونيبال وجنوب شرق آسيا، خصائص وسمات الإلهة الهندوسية لاكشمي مع اختلافات أيقونية طفيفة.
تُصور لاكشمي في الفن الهندي على أنها امرأة ذهبية اللون متأنقة، تستحم برخاء، مع بومة كمركبتها، ما يدل على أهمية النشاط الاقتصادي في الحفاظ على الحياة، وقدرتها على التحرك والعمل والانتصار في الظلام المربك. تقف عادةً أو تجلس مثل مدرب يوغا على قاعدة من اللوتس وتحمل لوتس في يدها، وهي ترمز إلى الثروة ومعرفة الذات والتحرر الروحي. تظهرها أيقوناتها بأربعة أيادي، تمثل الأهداف الأربعة لحياة الإنسان المهمة لطريقة الحياة الهندوسية: دارما وكاما وأرثا وموكشا. وتُصور غالبًا كجزء من الثالوث (تريديفي) المكون من ساراسواتي ولاكشمي وبارفاتي. تُعتبر ابنة دورجا في الحضارة الهندوسية البنغالية.
تُشير الاكتشافات الأثرية والعملات القديمة إلى الاعتراف بلاكشمي وتبجيلها منذ الألفية الأولى قبل الميلاد. عثر على أيقونات وتماثيل لاكشمي في المعابد الهندوسية في جميع أنحاء جنوب شرق آسيا، ويقدر أنها تعود إلى النصف الثاني من الألفية الأولى. ويُحتفل بمهرجانات ديوالي وشاراد بورنيما (كوجاغيري بورنيما) على شرفها.

## الرمزية والأيقونات
تُعتبر لاكشمي عضو في التريديفي، ثالوث الإلهات العظيمات. وهي تمثل راجاس غونا وإتشا شاكتي.
تُمثل صورة وأيقونات وتماثيل لاكشمي رمزيًا. يُشتق اسمها من كلمات الجذر السنسكريتية التي تعني معرفة الهدف وفهم الهدف. ترمز أذرعها الأربع للأهداف الأربعة للبشرية التي تعتبر خيّرة في الهندوسية وهي: دارما (السعي وراء الحياة المعنوية، والأخلاقية)، وآرثا (السعي وراء الثروة، ووسائل الحياة)، وكاما (السعي وراء الحب، التحقيق العاطفي) وموكشا (السعي وراء معرفة الذات والتحرر).
تكون لاكشمي في أيقوناتها، إما جالسة أو واقفة على اللوتس وتحمل أزهار اللوتس عادةً في يد أو اثنتين. يحمل اللوتس معاني رمزية في الهندوسية والتقاليد الهندية الأخرى. فهو يرمز إلى المعرفة، وتحقيق الذات، والتحرر في السياق الفيدي، ويمثل الواقع والوعي والكارما (العمل والفعل) في سياق التنترا (ساهاسرارا). ويرمز اللوتس، باعتباره زهرة تتفتح في مياه نظيفة أو ملوثة، إلى النقاء بصرف النظر عن الظروف الجيدة أو السيئة الذي ينمو فيها. وهو تذكير بأن الخير والرخاء يمكن أن يتفتحا ولا يتأثران بالشر في محيط الإنسان.
تظهر لاكشمي غالبًا مع فيل أو اثنين في أسفل الأيقونة، أو في خلفها أو على الجانبين، تُعرف هذه الفيلة باسم غاجالاكشمي، وتظهر أحيانًا مع بومة. ترمز الفيلة إلى العمل والنشاط والقوة، بالإضافة إلى المياه والأمطار والخصوبة لتحقيق الرخاء الوفر. وتدل البومة على السعي الصبور لرصد المعرفة ورؤيتها واكتشافها خاصةً عندما تكون محاطةً بالظلام. وباعتبارها طائرًا يُقال إنه أُعمي بضوء النهار، تعمل البومة أيضًا كتذكير رمزي بالابتعاد عن العمى والجشع بعد اكتساب المعرفة والثروة.
في بعض التصورات، تتدفق الثروة رمزيًا من إحدى يديها أو تحمل ببساطة وعاءً من النقود. ولهذه الرمزية معنى مزدوج: تدل الثروة التي تتجلى في لاكشمي على الثروة المادية والروحية. ويدل وجهها ويديها المفتوحتان في وضعية المودرا على الرحمة أو العطاء أو الصدقة (دانا).
ترتدي لاكشمي عادةً فستانًا أحمر مطرزًا بخيوط ذهبية، يرمز إلى الحظ والثروة. تُمثل غالبًا، وهي إلهة الثروة والرخاء، مع زوجها فيشنو، الإله الذي يحافظ على حياة بشرية مليئة بالعدالة والسلام. تدل هذه الرمزية على الثروة والرخاء إلى جانب الحفاظ على الحياة والعدالة والسلام.
تُصور لاكشمي في اليابان، حيث تُعرف باسم كيسوتن، عادةً مع جوهرة نيوهوجو (如意 宝珠) في يدها.

## الاحتفال في المجتمع الهندوسي
يعبد العديد من الهندوس لاكشمي في ديوالي، عيد الأنوار. يُحتفل به في الخريف، عادةً في أكتوبر أو نوفمبر من كل عام. يُشير المهرجان روحيًا إلى انتصار النور على الظلام، والمعرفة على الجهل، والخير على الشر والأمل على اليأس.
قبل ليلة ديوالي، ينظف الناس منازلهم ومكاتبهم ويجددونها ويزيّنونها. في ليلة ديوالي، يرتدي الهندوس ملابس جديدة أو أفضل ملابسهم، ويضيئون الديات (المصابيح والشموع) داخل وخارج المنزل، ويشاركون في بوجا (صلاة) عائلية تقام عادةً للاكشمي. بعد بوجا، تأتي الألعاب النارية، ثم الوليمة العائلية بما فيها الميتاي (الحلويات)، وتبادل الهدايا بين أفراد الأسرة والأصدقاء المقربين. يُمثل ديوالي أيضًا فترة تسوق رئيسية، إذ تًشير لاكشمي إلى السعادة والثروة والرخاء. يعتبر الهندوس هذا المهرجان المكرس للاكشمي أحد أهم المهرجانات وأكثرها بهجة في العام.
يُعتبر غاجا لاكشمي بوجا مهرجان خريفي آخر يحتفل به في شاراد بورنيما في أجزاء عديدة من الهند في يوم اكتمال القمر في شهر أشوين (أكتوبر). يُعتبر شارد بورنيما، المسمى أيضًا كوجاغيري بورنيما أو كوانر بورنيما، مهرجان حصاد يحتفل بنهاية موسم الرياح الموسمية. وهناك احتفال تقليدي بالقمر يسمى احتفال كاومودي، وكلمة كاومودي تعني ضوء القمر. في ليلة شاراد بورنيما، تُشكر الإلهة لاكشمي وتعبد من أجل الحصاد. ويُحتفل يوم الجمعة بفيباف لاكشمي فراتا من أجل الرخاء.

## الآثار
يعتبر تمثيل الإلهة، مثل غايا لاكشمي أو لاكشمي، محيطًا بها فيلان يرشونها بالماء، من أكثر التمثيلات الموجودة في المواقع الأثرية تكرارًا. توجد منحوتة قديمة لغاجا لاكشمي (من موقع سونغ في ماثورا) تعود إلى عصر ما قبل إمبراطورية-كوشان. أعطى موقع أترانجيكيرا في ولاية أتر برديش المعاصرة لوحة طينية تصور لاكشمي، يعود تاريخها إلى القرن الثاني قبل الميلاد. تشمل المواقع الأثرية الأخرى التي تضم تماثيل طينية قديمة للاكشمي من الألفية الأولى قبل الميلاد فاشالي، وسرافاتي، وكوسامبي، وكامبا وكانداكتوجاد.
يُعثر كثيرًا على الإلهة لاكشمي في العملات المعدنية القديمة لمختلف الممالك الهندوسية من أفغانستان إلى الهند. عُثر على غاجا لاكشمي على عملات معدنية للمملكين السكوثيين-البارثيين أزس الثاني وأزيليس؛ وتظهر أيضًا على عملات عصر جيشتامترا ملك إمبراطورية شونغا، يعود تاريخ جميعها إلى الألفية الأولى قبل الميلاد. عُثر على عملات معدنية من القرن الأول حتى القرن الرابع الميلادي في مواقع مختلفة في الهند مثل أيوديا، وماتورا، وأُتجين، وسانشي، وبود غايا وكانوج وجميعها تُظهر لاكشمي. وبالمثل، عُثر على جواهر وأختام يونانية-هندية قديمة مع صور لاكشمي، يُقدر أنها تعود إلى الألفية الأولى قبل الميلاد.
عُثر على تمثال من الجرانيت النادر يبلغ عمره 1400 عامًا للاكشمي في قرية واغاما قرب جيلوم في منطقة أنانتناج في جامو وكشمير. وعُثر أيضًا تمثال صغير يدعى بومبي لاكشمي يُعتقد أنه يمثل لاكشمي في بومبي، إيطاليا، يعود إلى ما قبل ثوران فيزوف عام 79 م.

## انظر ايضًا
- تريسيراس